# Yves Mény
Yves Mény, (Goven, 1943) és un investigador, acadèmic i científic francès.
El seu treball es va centrar inicialment en l'evolució de les institucions públiques, la reforma i modernització de l'Estat i la crisi del model jacobí tradicional, sota la pressió de la descentralització i el procés de construcció europea. La seva recerca es va centrar llavors en l'anàlisi política comparada i l'anàlisi de les polítiques públiques dels anys vuitanta i noranta.

## Premis i reconeixements
- Chevalier de la Légion d'honneur (2010)
- Chevalier de l'ordre national du Mérite